# Communauté de communes des Pays de Loué
La communauté de communes des Pays de Loué est une ancienne communauté de communes française, située dans le département de la Sarthe et la région Pays de la Loire.

## Histoire
La communauté de communes est créée par arrêté préfectoral le 19 décembre 1994. Les communes de Chassillé et Tassillé y adhèrent le 9 décembre 1998, puis les communes de Chemiré-en-Charnie et Saint-Denis-d'Orques le 24 décembre 2003 et Joué-en-Charnie le 29 décembre 2004. Le 1er janvier 2014, la communauté fusionne avec la communauté de communes de Vègre et Champagne pour former la communauté de communes des Pays de Loué - Vègre et Champagne, avec intégration des communes Noyen-sur-Sarthe et Tassé.

## Composition
Elle regroupait quinze communes (les quatorze du canton de Loué et une du canton de Brûlon) :
1. Amné-en-Champagne
2. Auvers-sous-Montfaucon
3. Brains-sur-Gée
4. Chassillé
5. Chemiré-en-Charnie
6. Coulans-sur-Gée
7. Crannes-en-Champagne
8. Épineu-le-Chevreuil
9. Joué-en-Charnie
10. Longnes
11. Loué
12. Mareil-en-Champagne
13. Saint-Denis-d'Orques
14. Tassillé
15. Vallon-sur-Gée

## Administration
| Période | Période       | Identité      | Étiquette | Qualité                              |
| ------- | ------------- | ------------- | --------- | ------------------------------------ |
| 1995    | décembre 2013 | Michel Drouin | UMP       | Adjoint puis maire de Vallon-sur-Gée |